# Timor Est ai Giochi della XXXIII Olimpiade
Timor Est ha partecipato ai Giochi della XXXIII Olimpiade, svoltisi a Parigi dal 26 luglio all'11 agosto 2024 con una delegazione è composta da 4 atleti, 2 uomini e 2 donne.

## Delegazione
| Sport            | Uomini | Donne | Totale |
| ---------------- | ------ | ----- | ------ |
| Atletica leggera | 1      | 0     | 1      |
| Nuoto            | 1      | 1     | 2      |
| Taekwondo        | 0      | 1     | 1      |
| Totale           | 2      | 2     | 4      |

## Risultati

### Atletica leggera
| Q | Qualificato al turno successivo per la posizione in qualificazione                                                           |
| q | Qualificato per il turno successivo per ripescaggio o, negli eventi su campo, conquistando la misura minima per qualificarsi |

Maschile
| Atleta        | Evento      | Batteria  | Batteria  | Ripescaggio     | Ripescaggio     | Semifinale      | Semifinale      | Finale          | Finale          |
| Atleta        | Evento      | Risultato | Posizione | Risultato       | Posizione       | Risultato       | Posizione       | Risultato       | Posizione       |
| ------------- | ----------- | --------- | --------- | --------------- | --------------- | --------------- | --------------- | --------------- | --------------- |
| Manuel Ataide | 100 m piani | 11:35     | 7 NR      | Non qualificato | Non qualificato | Non qualificato | Non qualificato | Non qualificato | Non qualificato |

### Taekwondo
| Atleta   | Evento | Preliminari          | 16-esimi             | Ottavi               | Quarti               | Semifinali           | Ripescaggio          | Finale               | Posizione       |
| Atleta   | Evento | Avversario Risultato | Avversario Risultato | Avversario Risultato | Avversario Risultato | Avversario Risultato | Avversario Risultato | Avversario Risultato | Posizione       |
| -------- | ------ | -------------------- | -------------------- | -------------------- | -------------------- | -------------------- | -------------------- | -------------------- | --------------- |
| Ana Belo | 49 kg  | El Bouchti L 0–2     | Non qualificato      | Non qualificato      | Non qualificato      | Non qualificato      | Non qualificato      | Non qualificato      | Non qualificato |

### Nuoto
Maschile
| Atleta           | Evento            | Batterie | Batterie | Semifinale      | Semifinale      | Finale          | Finale          |
| Atleta           | Evento            | Tempo    | Pos.     | Tempo           | Pos.            | Tempi           | Pos.            |
| ---------------- | ----------------- | -------- | -------- | --------------- | --------------- | --------------- | --------------- |
| Jolanio Guterres | 50 m stile libero | 30.04    | 71       | Non qualificato | Non qualificato | Non qualificato | Non qualificato |

Femminile
| Atleta              | Evento            | Batterie | Batterie | Semifinale      | Semifinale      | Finale          | Finale          |
| Atleta              | Evento            | Tempo    | Pos.     | Tempo           | Pos.            | Tempi           | Pos.            |
| ------------------- | ----------------- | -------- | -------- | --------------- | --------------- | --------------- | --------------- |
| Imelda Ximenes Belo | 50 m stile libero | 32.48    | 71       | Non qualificato | Non qualificato | Non qualificato | Non qualificato |